# Bahnstrecke Frei-Weinheim–Jugenheim-Partenheim
| Kursbuchstrecke: | 273b (1946)          |                                            |                                            |
| Streckenlänge: | 21,46 km             |                                            |                                            |
| Spurweite: | 1435 mm (Normalspur) |                                            |                                            |
| |                      |                                            |                                            |
| \| \| 0,00 \| Frei Weinheim (ab 1939 Ingelheim Rheinbhf) \| Frei Weinheim (ab 1939 Ingelheim Rheinbhf) \| \| \| \| \| \| \| \| 1,75 \| Bleiweiß \| Bleiweiß \| \| \| 3,2 \| Schwärzefabrik \| Schwärzefabrik \| \| \| 4,0 \| Düngefabrik \| Düngefabrik \| \| \| \| Linke Rheinstrecke nach Mainz \| \| \| \| \| \| \| \| \| 4,97 \| Nieder-Ingelheim (ab 1939 Ingelheim-Mitte) \| Nieder-Ingelheim (ab 1939 Ingelheim-Mitte) \| \| \| \| \| \| \| \| \| \| \| \| \| \| Linke Rheinstrecke nach Köln \| \| \| \| \| \| \| \| \| \| \| \| \| \| 8,00 \| Ober-Ingelheim (ab 1939 Ingelheim-Süd) \| Ober-Ingelheim (ab 1939 Ingelheim-Süd) \| \| \| \| \| \| \| \| 11,11 \| Groß-Winternheim \| Groß-Winternheim \| \| \| 13,49 \| Schwabenheim-Bubenheim \| Schwabenheim-Bubenheim \| \| \| 16,67 \| Elsheim-Stadecken \| Elsheim-Stadecken \| \| \| 17,37 \| Stadecken \| Stadecken \| \| \| 21,46 \| Jugenheim-Partenheim \| Jugenheim-Partenheim \| |                      |                                            |                                            |
| Kopfbahnhof Streckenanfang (Strecke außer Betrieb) | 0,00                 | Frei Weinheim (ab 1939 Ingelheim Rheinbhf) | Frei Weinheim (ab 1939 Ingelheim Rheinbhf) |
| |                      |                                            |                                            |
| Haltepunkt / Haltestelle (Strecke außer Betrieb) | 1,75                 | Bleiweiß                                   | Bleiweiß                                   |
| Haltepunkt / Haltestelle (Strecke außer Betrieb) | 3,2                  | Schwärzefabrik                             | Schwärzefabrik                             |
| Haltepunkt / Haltestelle (Strecke außer Betrieb) | 4,0                  | Düngefabrik                                | Düngefabrik                                |
| Abzweig ehemals geradeaus und von links |                      | Linke Rheinstrecke nach Mainz              | Linke Rheinstrecke nach Mainz              |
| |                      |                                            |                                            |
| Bahnhof | 4,97                 | Nieder-Ingelheim (ab 1939 Ingelheim-Mitte) | Nieder-Ingelheim (ab 1939 Ingelheim-Mitte) |
| |                      |                                            |                                            |
| Verschwenkung von links (Strecke außer Betrieb) · Verschwenkung von rechts |                      |                                            |                                            |
| Kreuzung geradeaus oben (Strecke geradeaus außer Betrieb) · Strecke nach rechts |                      | Linke Rheinstrecke nach Köln               | Linke Rheinstrecke nach Köln               |
| Verschwenkung nach links (Strecke außer Betrieb) |                      |                                            |                                            |
| |                      |                                            |                                            |
| Bahnhof (Strecke außer Betrieb) | 8,00                 | Ober-Ingelheim (ab 1939 Ingelheim-Süd)     | Ober-Ingelheim (ab 1939 Ingelheim-Süd)     |
| |                      |                                            |                                            |
| Bahnhof (Strecke außer Betrieb) | 11,11                | Groß-Winternheim                           | Groß-Winternheim                           |
| Bahnhof (Strecke außer Betrieb) | 13,49                | Schwabenheim-Bubenheim                     | Schwabenheim-Bubenheim                     |
| Bahnhof (Strecke außer Betrieb) | 16,67                | Elsheim-Stadecken                          | Elsheim-Stadecken                          |
| Haltepunkt / Haltestelle (Strecke außer Betrieb) | 17,37                | Stadecken                                  | Stadecken                                  |
| Kopfbahnhof Streckenende (Strecke außer Betrieb) | 21,46                | Jugenheim-Partenheim                       | Jugenheim-Partenheim                       |

Zuckerlottche bzw. Selztalbahn wurde die ehemalige rheinhessische Bahnlinie zwischen Frei-Weinheim und Jugenheim-Partenheim genannt. Ihren Beinamen Zuckerlottche erhielt sie von der jeden Herbst stattfindenden Rübenkampagne.

## Geschichte
Die Süddeutsche Eisenbahn-Gesellschaft (SEG) erhielt am 21. Juni 1902 vom hessischen Großherzog Ernst Ludwig in Darmstadt die Genehmigung zum Bau und Betrieb einer Bahnlinie zwischen den rheinhessischen Orten Frei-Weinheim und Jugenheim-Partenheim. Die 21,459 km lange normalspurige Nebenbahn durch das Selztal wurde am 23. Oktober 1904 eröffnet. Die Strecke hatte für die anliegenden Gemeinden zunächst eine nicht zu unterschätzende wirtschaftliche Bedeutung, vor allem durch den Güterumschlag zwischen Bahn und Schiff im Frei-Weinheimer Hafen sowie zwischen Neben- und Hauptbahn in Ingelheim.
Aufgrund von Artikel 95 der Weimarer Verfassung ging durch das Gesetz betreffend den Staatsvertrag über den Übergang der Staatseisenbahnen auf das Reich vom 30. April 1920 die Eisenbahnaufsicht zum 1. August 1922 vom Volksstaat Hessen auf das Deutsche Reich über, faktisch vom Hessischen Finanzministerium auf die Eisenbahndirektion Mainz.
Mit Ablauf der Konzession am 1. Juni 1954 stellte die SEG den Betrieb zwischen Ingelheim Nord und Jugenheim-Partenheim ein. Der letzte Personenzug fuhr am 31. Mai 1954. Die Deutsche Bundesbahn führte den Güterverkehr noch bis zum Ende der Rübenkampagne 1955 fort. Im Frühjahr 1956 wurde mit dem Gleisrückbau begonnen. Die frühere Trasse durch das Selztal von Ingelheim bis Stadecken-Elsheim wird heute zu einem großen Teil als Radweg (Selztal-Radweg) benutzt. Ein kurzer Abschnitt vom DB-Bahnhof Ingelheim ist noch als Anschlussgleis der Firma Boehringer Ingelheim in Betrieb.
Während der Personenverkehr zwischen Frei-Weinheim und Nieder-Ingelheim bereits im Jahre 1952 endete, wurde dieser Streckenabschnitt noch bis Mai 1976 im Güterverkehr bedient. Die Gleisanlagen wurden 1996 abgebaut.